# Simon van Beuge
Simon van Beuge ( Utrecht, 9 februari 1874 – Batavia (Jakarta), 6 mei 1911) was een Nederlands cellist.

## Levensloop
Hij werd geboren binnen het muzikale gezin van Adrianus Marinus van Beuge sr., een piano- en muziekpedagoog, en Susanna Christina Nicolai. Zijn oudere broers zijn Adrianus Marinus van Beuge jr. (componist, dirigent, violist en organist) en Christiaan van Beuge (officier KNIL, dirigent/componist van militaire marsen). De cellist was oom van de zangeres Suze Luger-van Beuge.
Van Beuge maakte deel uit van de Berliner Philharmoniker van 1893 tot 1897, alwaar hij in 1896 solocellist werd. Hij vertrok naar Noorwegen en hij maakte rond 1900 deel uit van het strijkkwartet rond Johan Halvorsen. Halvorsen en Harald Heide speelden viool, Severin Svensen altviool en van Beuge dus cello.

## Enkele concerten
- december 1895: Engeland; van Beuge valt in tijdens een concert
- 27 januari 1897: een concert met leden van de Berliner Philharmoniker
- 8 januari 1899: van Beuge speelt een Gavotte van David Popper op een solistenavond
- 4 mei 1900: van Beuge speelt tijdens een concert van Charlotte Wiehe
- 29 januari 1901: van Beuge speelde de Gavotte opnieuw tijdens een concert van Unni Lund, waarbij ook Agathe Backer-Grøndahl aanwezig was.